# José Martins (cyclisme, 1917-2011)
Pour les articles homonymes, voir José Martins.
José Martins, né le 20 février 1917 à Paderne (Albufeira), et mort le 6 février 2011 à Lisbonne, est un ancien coureur cycliste portugais.

## Biographie
Né à Paderne, José Martins émigre durant sa jeunesse en France, en compagnie de ses parents. Il commence le cyclisme sur les terres gauloises à l'âge de 15 ans, où il gagne le surnom de "Martineau". Malgré l'opportunité de se faire naturaliser, il décide de conserver sa citoyenneté portugaise.
Figurant parmi les meilleurs cyclistes portugais des années 1940, il remporte notamment son Tour national à deux reprises, en 1946 et 1947. En 2007, une compétition nationale est créée en son hommage : la Volta a Albufeira - Trófeu José Martins.
Il décède le 6 février 2011 à Lisbonne, à l'âge de 93 ans.

## Palmarès
- 1941
  - 8ea étape du Tour du Portugal (contre-la-montre)
  - 2e du Tour du Portugal
- 1944
  -  Champion du Portugal sur route
- 1946
  - Tour du Portugal :
    - Classement général
    - 14e, 22e et 23e étapes
- 1947
  - Tour du Portugal :
    - Classement général
    - 3e et 11e étapes

  - Circuit de Malveira
- 1948
  - 2e et 9e étapes du Tour du Portugal
- 1949
  -  Champion du Portugal sur route
  -  Champion du Portugal de demi-fond